# Jeanne Tsatsos
Ioánna Tsátsou (grec moderne : Ιωάννα Τσάτσου) ou à l’étranger Jeanne Tsatsos née Ioánna Seferiádi le 1904 à Smyrne et morte le 30 septembre 2000 à Athènes, est une poétesse grecque. 

## Biographie
Ioánna Tsátsou est marquée par la guerre d'indépendance turque et le conflit entre la Turquie et la Grèce. Cet affrontement se termine, en 1923, par un vaste échange de populations. 1,6 million de Grecs d'Anatolie, parmi lesquels Ioánna Tsátsou, quittent alors la Turquie pour rejoindre la Grèce et 385 000 musulmans de Grèce rejoignent la Turquie. 
Elle s'engage pour la cause féminine. Sa thèse de doctorat porte sur le mariage. Elle soutient la résistance grecque au côté de l'archevêque Damaskinos pendant l'Occupation. Celui-ci baptise de nombreuses personnes juives et leur délivre des certificats attestant qu'elles sont chrétiennes. Ioánna Tsátsou est également responsable de la distribution quotidienne de nourriture aux Juifs sans emploi. Le 4 octobre 1989, Yad Vashem a reconnu Ioánna Tsátsou comme Juste parmi les nations. 
Ioánna Tsátsou est l'épouse de Konstantínos Tsátsos, président de la République hellénique de 1975 à 1980. Elle participe au retour de la démocratie en Grèce. Elle est la sœur du poète Georges Séféris, à qui elle consacre un ouvrage.

## Publications
- Aube blanche, Saint-Clément-la-Rivière, Fata Morgana, 1989, 83 p.
- Georges Séféris, mon frère, Paris, Bernard Grasset, 1978, 346 p.
- Lueur première, Saint-Clément-la-Rivière, Fata Morgana, 1985, 49 p.
- L'Âme des poètes avec Pierre Emmanuel, Paris, Soceval, 1988, 54 p.
- Athenaïs, impératrice de Byzance, Paris, les Belles lettres , 1976, 183 p.
- Le Cycle de l'horloge (suivi de) Élégie, Paris, Éditions Saint-Germain-des-Prés, 1978, 110 p.
- Grèce 1941-1944 : Journal de l'Occupation, 1967, 148 p.

## Prix et distinctions
- Prix de la langue française médaille d’or, Académie française, 1976[3]